# Championnat d'Irlande de football 2025
Navigation
Édition précédente Édition suivante
La saison 2025 du Championnat d'Irlande de football est la 105e saison du championnat national. Ce championnat se compose de deux divisions, la Premier Division, le plus haut niveau et la First Division, l’équivalent d’une deuxième division. Le Shelbourne Football Club est le tenant du titre après sa victoire de 2024. Le Cork City Football Club est la seule équipe promue.

## Les changements depuis la saison précédente

### Promotions et relégations
Au terme de la saison 2024, une seule équipe est reléguée en First Division, le Dundalk Football Club qui a terminé à la dernière place du championnat. Le club a aussi évité de justesse une disparition complète à cause de graves problèmes financiers. Elle doit donc cette saison complètement se reconstruire. À l'opposé une équipe est donc promue dans l'élite, Cork City Football Club vainqueur de la deuxième division. Cork revient dans l'élite après une seule saison en deuxième division. Le Drogheda United Football Club qui remporté les barrages contre le Bray Wanderers Association Football Club s'est maintenu en Premier Division.

## Organisation
Le championnat s'organise sur deux divisions avec un système de promotion et relégation entre les deux niveaux. Mais c'est en même temps un championnat fermé puisque sauf grande difficulté économique les équipes participantes sont assurées de se maintenir au sein de ces deux divisions professionnelles. L'accession au championnat d'Irlande se fait sur décision de la fédération irlandaise. Le plus haut niveau, rassemblant les dix meilleures équipes, est la Premier Division. Le deuxième niveau, composé elle aussi de dix équipes, se nomme First Division.

### LaPremier division
La Premier Division se dispute selon le système d'une poule où toutes les équipes rencontrent quatre fois leurs adversaires. Chaque équipe dispute donc 36 matchs de championnat dans la saison. Le dernier de la division est automatiquement relégué en First Division. L'équipe classée à la neuvième place joue un match aller-retour de barrages contre le vainqueur du barrage d'accession de First Division. Le vainqueur de cette double confrontation se qualifiera pour la saison suivante de la Premier Division.

### LaFirst Division
La First Division se dispute selon le système d'une poule où toutes les équipes rencontrent trois fois leurs adversaires. Lors de la première partie de la saison, les équipes disputent deux rencontres une fois à domicile, une fois à l'extérieur. La troisième rencontre est tirée au sort et se jouera donc aléatoirement soit à domicile, soit à l'extérieur. Chaque équipe dispute donc 27 matchs de championnat dans la saison.
La première équipe au classement au terme de la saison accède directement à la Premier Division. Les équipes classées à la deuxième, troisième, quatrième et cinquième place participent aux barrages de promotion. Le premier tour de play-off se compose de deux matchs, le deuxième contre le cinquième et le troisième contre le quatrième en match aller-retour, le match retour se disputant sur le terrain du mieux classé. Les deux vainqueurs se rencontrent ensuite en matchs aller-retour, le match retour se disputant sur le terrain du mieux classé. Le vainqueur de ce dernier barrage dispute un match aller-retour contre l'équipe classée neuvième de Premier Division, le vainqueur disputant la première division irlandaise pour la saison suivante.

## Les 20 clubs participants
| \| Dublin: · Premier Div.: · Bohemian · Shamrock Rovers · St Pat's · Shelbourne FC · First Div.: · UCD Dublin Sligo Rovers Derry City FC Drogheda United Galway FC Waterford FC Cork City FC Dundalk FC Finn Harps Longford Town Bray Wanderers Athlone Town Cobh Ramblers FC Wexford FC Treaty United Kerry FC \| Localisation des clubs engagés dans le championnat. |
| Dublin: · Premier Div.: · Bohemian · Shamrock Rovers · St Pat's · Shelbourne FC · First Div.: · UCD Dublin Sligo Rovers Derry City FC Drogheda United Galway FC Waterford FC Cork City FC Dundalk FC Finn Harps Longford Town Bray Wanderers Athlone Town Cobh Ramblers FC Wexford FC Treaty United Kerry FC                                                           |

| \| Bohemian Shamrock Rovers St. Patrick's Shelbourne UCD \| Localisation des clubs dublinois. |
| Bohemian Shamrock Rovers St. Patrick's Shelbourne UCD                                         |

### Liste des clubs dePremier Division
| Équipe                              | Ville                 | Manager                   | Stade              | Capacité | Fondation |
| ----------------------------------- | --------------------- | ------------------------- | ------------------ | -------- | --------- |
| Bohemian Football Club              | Dublin (Phibsborough) | Alan Reynolds             | Dalymount Park     | 7 955    | 1890      |
| Cork City Football Club             | Cork                  | Tim Clancy Gerard Nash    | Turners Cross      | 7 485    | 1984      |
| Derry City Football Club            | Derry                 | Tiernan Lynch             | Brandywell Stadium | 8 200    | 1928      |
| Drogheda United Football Club       | Drogheda              | Kevin Doherty             | United Park        | 2 000    | 1975      |
| Galway Football Club                | Galway                | John Caulfield            | Eamonn Deacy Park  | 5 000    | 2013      |
| Shamrock Rovers Football Club       | Dublin (Tallaght)     | Stephen Bradley           | Tallaght Stadium   | 10 100   | 1901      |
| Shelbourne Football Club            | Dublin (Drumcondra)   | Damien Duff Joey O'Brien  | Tolka Park         | 5 750    | 1895      |
| Sligo Rovers Football Club          | Sligo                 | John Russell              | The Showgrounds    | 5 500    | 1928      |
| St Patrick's Athletic Football Club | Dublin (Inchicore)    | Stephen Kenny             | Richmond Park      | 5 340    | 1929      |
| Waterford Football Club             | Waterford             | Danny Searle John Coleman | RSC                | 3 100    | 1930      |

### Liste des clubs deFirst Division
| Équipe                                              | Ville             | Manager                    | Stade                | Capacité | Fondation |
| --------------------------------------------------- | ----------------- | -------------------------- | -------------------- | -------- | --------- |
| Athlone Town Association Football Club              | Athlone           | Dario Castelo Ian Ryan     | Athlone Town Stadium | 5 000    | 1887      |
| Bray Wanderers Association Football Club            | Bray              | Lorcan Fitzgerald          | Carlisle Grounds     | 3 250    | 1942      |
| Cobh Ramblers Football Club                         | Cobh              | Michael McDermott          | St. Colman's Park    | 5 000    | 1922      |
| Dundalk Football Club                               | Dundalk           | Ciarán Kilduff             | Oriel Park           | 6 000    | 1903      |
| Finn Harps Football Club                            | Ballybofey        | Darren Murphy Kevin McHugh | Finn Park            | 4 458    | 1954      |
| Kerry Football Club                                 | Tralee            | Conor McCarthy Colin Healy | Mounthawk Park       | 2 000    | 2022      |
| Longford Town Football Club                         | Longford          | Wayne Groves               | Flancare Park        | 6 850    | 1924      |
| Treaty United Football Club                         | Limerick          | Tommy Barrett              | Markets Field        | 5 000    | 2021      |
| University College Dublin Association Football Club | Dublin (Belfield) | William O'Connor           | UCD Bowl             | 3 000    | 1895      |
| Wexford Football Club                               | Crossabeg         | Stephen Elliott            | Ferrycarrig Park     | 2 500    | 2007      |

### Changements d'entraîneurs
Le premier changement de poste de manager de la saison est pour Finn Harps. Darren Murphy quitte son poste le 25 mars après six journées particulièrement compliquée pour le club du Donegal. Dès son départ il est pressenti pour rejoindre le Loughgall FC dernier du championnat nord-irlandais.
Le 19 avril Keith Long, manager de Waterford, quitte son poste à la suite d'une sixième défaite consécutive. Il était à ce poste depuis mars 2023 et avait guidé Waterford vers une remontée dans l'élite. Il est remplacé le 3 mai par John Coleman, ancien manager de Sligo.
Après une défaite à domicile contre Derry City FC, Tim Clancy, manager du Cork City Football Club annonce sa démission. Après avoir permis à son équipe de revenir rapidement dans l'élite, il peine à confirmer avec une équipe qui n'arrive pas à sortir de la zone de relégation.
Le 22 juin, Damien Duff surprend le monde du football irlandais en annonçant son départ de Shelbourne. Englué au milieu du classement et à déjà 15 points derrières les leaders, échouant à se faire entendre par ses propres joueurs,, Duff quitte donc le club six mois après être devenu champion d'Irlande. Cette démission intervient vingt-quatre heures avant un match à Waterford et deux semaines avant la double confrontation en Ligue des champions contre les Nord-Irlandais de Linfield Football Club, une double confrontation à la fois rémunératrice pour le club grâce aux primes de participation et symbolique avec un match entre les deux champions de l'île.

## Premier Division

### La pré-saison
Le 12 décembre 2024, la FAI annonce la création d'un nouveau niveau de compétition situé entre la First division et les compétitions amateurs sous l'égide de la fédération. Cette nouvelle compétition pourrait commencer dès 2026 et être directement liée aux championnats professionnels en 2027. La FAI a donc lancé un appel pour l'inscription de vingt équipes réparties dans deux groupes régionaux. 2027 pourrait ainsi voir abordé une évolution majeure dans l'histoire du championnat d'Irlande avec l'ouverture du championnat vers le monde amateurs par l'instauration de relégation en bas de tableau de First division. Début mars soixante-sept clubs ont fait acte de candidature.
Comme chaque année, la saison sportive commence une semaine avant le championnat avec la Coupe du Président d'Irlande qui oppose le champion en titre, cette année le Shelbourne FC au vainqueur de la Coupe d'Irlande, Drogheda United. La rencontre a lieu à Dublin au Tolka Park. Shelbourne s'impose facilement sur le score de 2 à 0.
Moins habituel, Les Shamrock Rovers, auteurs d'un parcours européen exceptionnel, jouent un tour de barrage deux jours avant le début du championnat. Il battent les Norvégiens de Molde FK en Norvège 1-0. D'une certaine manière, la saison 2024 des Hoops ne s'est pas encore terminée alors que commence déjà la saison 2025.

#### Les transferts
Le marché des transferts de l'inter-saison irlandaise est secoué par le plus gros transfert de l'histoire du pays. Le 4 février 2025, Mason Melia est recruté par le Tottenham Hotspur pour une somme de 2 millions d'euro avec des bonus pouvant faire grimper la somme jusqu'à 4 millions d'euros et avec un intéressement lors d'une revente. Comme Melia n'est âgé que de 17 ans, il ne peut pas rejoindre le club anglais dès cette saison Il reste donc au St Patrick's Athletic FC pour l'ensemble de la saison 2025. Ce transfert bat le précédent record établi en 2021 avec la vente de Liam Scales par les Shamrock Rovers vers le Celtic FC pour une somme de 600 000 euros. Ce transfert est une première dans l'histoire du football irlandais. Il bénéficie d'éléments particuliers comme la très grande précocité du joueur qui joue en première division irlandaise depuis qu'il a 15 ans, du Brexit qui interdit le transfert de footballeurs mineurs en Angleterre et d'un changement progressif des contrats des footballeurs dans les clubs irlandais. Jusqu'ici majoritairement amateurs, les clubs proposaient principalement des contrats d'une année et pouvaient donc difficilement demander des sommes élevées aux clubs britanniques achetant leurs joueurs. Depuis quelques années ils proposent des contrats de deux ou trois ans ce qui leur permet de pouvoir faire valoir leurs droits au moment du transfert.
Parmi les clubs très actifs sur le marché des transferts se trouve le Derry City Football Club. Son triple échec de la saison 2024, un effondrement au classement lors des dernières journées alors que le club jouait pour le titre, une défaite en finale de la Coupe d'Irlande et une non-qualification pour les compétitions européennes, a été fatal à son entraîneur Ruaidhrí Higgins. Le club s'est alors tourné vers le double champion en titre en Irlande du Nord avec le Larne FC, Tiernan Lynch. Celui-ci, après avoir largement purgé l'effectif de 2024, s'est engagé dans un recrutement d'internationaux nord-irlandais comme Liam Boyce, Gavin Whyte, Carl Winchester et Shane Ferguson.

#### Les enjeux de la saison
Rarement les quatre clubs de Dublin, Shelbourne, Shamrock Rovers, St Patrick's Athletic et Bohemian, n'auront été aussi forts en même temps. Les rencontres entre ces quatre clubs seront donc primordiales dans l'attribution du titre. Déjà en 2024, c'est Shelbourne qui avait remporté ce mini championnat et à la fin de la compétition le titre de champion.

### Les moments forts de la saison
Le championnat commence le week-end du 14 au 16 février 2025 avec en point d'orgue un derby de Dublin disputé entre le Bohemian FC et les Shamrock Rovers disputé à l'Aviva Stadium. Ce match marque le 110e anniversaire de la première rencontre entre les deux clubs de Dublin. Pour l'occasion les Bohemians renoncent à l'avantage du terrain mais comptent sur une affluence et une audience bien plus large que ce que peut propose leur stade historique Dalymount Park. L'objectif des dirigeants du Bohemian Football Club est de battre le record d'affluence du derby et le match approchant de battre le record absolu d'affluence pour un match de championnat d'Irlande, record détenu par un match entre le Drumcondra FC et Cork United à Dalymount Park en 1946 avec près de 30 000 spectateurs.
Au bout de cinq journées, c'est une équipe surprise qui est en tête du championnat, le Drogheda United, une équipe que les observateurs du football irlandais vouaient plutôt aux luttes de bas de tableau. En gagnant chez le champion en titre lors de la cinquième journée, le club du comté de Louth prend donc la tête de la compétition.
Une crise de gouvernance du football s'amorce en Irlande entre la fédération et les clubs professionnels réunis dans le Premier Clubs Alliance qui regroupe les dix club de Premier Division. Le point d'achoppement concerne l'avenir du financement des académies, dont le financement doit être relancé par le Gouvernement. Mais le ressentiment sur la manière dont est géré le football professionnel est bien plus profond et le risque à terme serait une séparation entre le monde professionnel et la fédération irlandaise.
Au terme de la septième journée, une quatrième équipe occupe la première place du classement. Cette fois-ci c'est le St Patrick's Athletic FC qui est premier, mais uniquement grâce à une meilleure différence de but devant le Galway FC. Les quatre premiers se tiennent un un petit point.
La huitième journée est de trop pour Galway qui perd son invincibilité. Les Galwégians sont battus 1-0 par les Shamrock Rovers par un but du revenant Rory Gaffney qui n'avait plus marqué depuis plus d'un an. Drogheda United continue son excellent début de saison en reprenant la première place grâce à une victoire sur Waterford.
Au premier quart de la saison, soit après neuf journées, cinq équipes se tiennent en deux points. L'équipe surprise est le Drogheda United, souvent voué à lutter pour le maintien, mais qui cette année est l'équipe qui a le plus occupé la tête du championnat. La seule équipe parmi celles données favorites en début de saison absente de ce groupe de cinq est le Derry City FC la greffe nord-irlandaise, un entraineur et des internationaux arrivés à l'inter-saison, semble mettre du temps à prendre. En bas de classement, peu de surprises avec la présence des Sligo Rovers et de Cork. Lors de la journée suivante, le resserrement en tête du championnat est encore plus important puisque les six premières équipes se tiennent en seulement trois points. A l'opposé, Waterford continue sa dégringolade avec une septième défaite consécutive. Le club entre dans la zone rouge de relégation.
La douzième journée marque un resserrement encore plus important en tête du championnat puisque trois points seulement, soit l'équivalent d'une victoire, séparent le premier du septième. St Pat's rate une occasion de prendre la tête du championnat en perdant contre les Bohemians alors qu'ils menaient 1-0 au commencement des arrêts de jeu. Galway rejoint Drogheda United en tête en les battant 2-1. Waterford arrête sa série de défaites en s'imposant contre Derry.
Le 9 mai, la rencontre au sommet du championnat entre le premier Drogheda United et son dauphin les Shamrock Rovers se solde par une lourde défaite des leaders 3-0. Les Dublinois s'emparent ainsi de la tête du championnat avec le même nombre de points que Derry City. Le 19 mai deux matchs se disputent. Ce sont des matchs avancés opposant les quatre équipes qualifiées pour les différentes coupes d'Europe. Shelbourne concède un match nul à domicile devant Drogheda et Les Shamrock Rovers battent lourdement St Patrick's Athletic et accentuent leur avance en tête du championnat.
La dix-septième journée propose un choc au sommet puisque le deuxième, Derry reçoit le leader les Shamrock Rovers.
Les mois de mai et juin sont marqués par la prise en main du championnat par les Shamrock Rovers. Après huit victoires en dix matchs, plus deux matchs nuls, les Hoops prennent la tête de la compétition et commencent l'été avec onze points d'avance sur leurs poursuivants.

### Classement
| Rang | Équipe                   | Pts | J  | G  | N  | P  | Bp | Bc | Diff |
| ---- | ------------------------ | --- | -- | -- | -- | -- | -- | -- | ---- |
| 1    | Shamrock Rovers          | 53  | 27 | 15 | 8  | 4  | 46 | 23 | +23  |
| 2    | Bohemian FC              | 43  | 27 | 13 | 4  | 10 | 33 | 26 | +7   |
| 3    | Derry City FC            | 42  | 27 | 13 | 5  | 9  | 36 | 29 | +7   |
| 4    | Drogheda United          | 42  | 27 | 7  | 12 | 5  | 30 | 25 | +5   |
| 5    | Shelbourne FC T          | 39  | 27 | 9  | 12 | 6  | 33 | 29 | +4   |
| 6    | St Patrick's Athletic FC | 38  | 27 | 10 | 8  | 9  | 32 | 27 | +5   |
| 7    | Waterford FC             | 34  | 27 | 10 | 4  | 13 | 32 | 46 | -14  |
| 8    | Galway FC                | 30  | 27 | 7  | 9  | 11 | 29 | 35 | -6   |
| 9    | Sligo Rovers             | 26  | 27 | 7  | 5  | 15 | 33 | 46 | -13  |
| 10   | Cork City FC P           | 19  | 27 | 3  | 10 | 14 | 27 | 46 | -19  |

| Légende : Qualifications et relégations | Légende : Qualifications et relégations                                            |
| --------------------------------------- | ---------------------------------------------------------------------------------- |
|                                         | Champion d'Irlande et Ligue des champions 2026-2027, premier tour de qualification |
|                                         | Ligue Conférence 2026-2027, deuxième tour de qualification                         |
|                                         | Ligue Conférence 2026-2027, premier tour de qualification                          |
|                                         | Barrage de relégation en deuxième division                                         |
|                                         | Relégation en deuxième division                                                    |
|                                         | T : Tenant du titre P : Promu C : Vainqueur de la Coupe d'Irlande 2025             |

### Résultats
| Résultats (▼dom., ►ext.)                                   | BOH | COR | DER | DRO | GAL | SHA | SHE | SLI | PAT | WAT |
| Bohemian FC                                                |     | 1-0 | 1-0 | 0-1 | 0-2 | 1-0 | 1-0 | 4-2 | 2-1 | 1-2 |
| Cork City FC                                               | 2-1 |     | 1-2 | 1-1 | 2-2 | 1-1 | 1-1 | 1-1 | 0-2 | 2-1 |
| Derry City FC                                              | 1-0 | 2-1 |     | 1-3 | 1-1 | 1-2 | 2-0 | 3-0 | 1-0 | 1-2 |
| Drogheda United                                            | 1-0 | 3-2 | 1-1 |     | 1-1 | 1-2 | 2-2 | 3-0 | 0-0 | 2-0 |
| Galway FC                                                  | 1-2 | 2-1 | 2-3 | 2-1 |     | 0-1 | 1-1 | 0-1 | 2-1 | 1-0 |
| Shamrock Rovers                                            | 2-3 | 4-1 | 0-0 | 3-0 | 0-0 |     | 2-2 | 2-0 | 1-0 | 2-0 |
| Shelbourne FC                                              | 1-0 | 1-1 | 3-1 | 0-1 | 2-2 | 1-1 |     | 3-2 | 2-1 | 0-1 |
| Sligo Rovers                                               | 0-1 | 1-1 | 0-1 | 2-2 | 1-2 | 2-1 | 1-2 |     | 0-1 | 2-3 |
| St Patrick's Athletic FC                                   | 3-0 | 3-2 | 2-0 | 0-0 | 2-0 | 2-2 | 0-0 | 4-3 |     | 2-2 |
| Waterford FC                                               | 0-3 | 2-1 | 2-1 | 2-2 | 1-0 | 1-3 | 0-1 | 0-4 | 1-2 |     |
| - Victoire à domicile - Match nul - Victoire à l'extérieur |     |     |     |     |     |     |     |     |     |     |

| Résultats (▼dom., ►ext.)                                   | BOH | COR | DER | DRO | GAL | SHA | SHE | SLI | PAT | WAT |
| Bohemian FC                                                |     | .   | .   | 0-1 | 3-0 | 2-0 | .   | 1-1 | .   | .   |
| Cork City FC                                               | 0-2 |     | .   | 1-1 | 1-0 | .   | .   | 2-3 | 0-0 | .   |
| Derry City FC                                              | 1-1 | 0-0 |     | 3-0 | 1-1 | .   | .   | .   | .   | 7-2 |
| Drogheda United                                            | .   | .   | .   |     | 1-0 | 1-2 | .   | 1-0 | .   | 0-0 |
| Galway FC                                                  | .   | .   | .   | .   |     | 0-0 | 1-1 | .   | 3-1 | 2-4 |
| Shamrock Rovers                                            | .   | 4-1 | 2-0 | .   | .   |     | .   | .   | 4-0 | 1-0 |
| Shelbourne FC                                              | 2-2 | 3-1 | 0-1 | 0-0 | .   | 1-2 |     | .   | .   | .   |
| Sligo Rovers                                               | .   | .   | 2-0 | .   | 2-1 | 2-2 | 0-2 |     | .   | 1-0 |
| St Patrick's Athletic FC                                   | 0-0 | .   | 0-1 | 0-0 | .   | .   | 0-1 | 3-0 |     | .   |
| Waterford FC                                               | 2-1 | 2-0 | .   | .   | .   | .   | 2-2 | .   | 0-2 |     |
| - Victoire à domicile - Match nul - Victoire à l'extérieur |     |     |     |     |     |     |     |     |     |     |

### Statistiques

#### Évolution du classement
| Club                     | 1  | 2  | 3  | 4   | 5  | 6  | 7  | 8  | 9  | 10 | 11 | 12 | 13 | 14 | 15 | 16 | 17 | 18 | 19 | 20 | 21 | 22 | 23 | 24 | 25 | 26 | 27 | 28 | 29 | 30 | 31 | 32 | 33 | 34 | 35 | 36 |
| ------------------------ | -- | -- | -- | --- | -- | -- | -- | -- | -- | -- | -- | -- | -- | -- | -- | -- | -- | -- | -- | -- | -- | -- | -- | -- | -- | -- | -- | -- | -- | -- | -- | -- | -- | -- | -- | -- |
| Shelbourne FC            | 1  | 1  | 1  | 3   | 3  | 4  | 4  | 4  | 5  | 5  | 4  | 5  | 6  | 7  | 6  | 6  | 6  | 6  | 6  | 6  | 5  | 5  | 5  | 5  | 5  | 5  | 5  | .  | .  | .  | .  | .  | .  | .  | .  | .  |
| Shamrock Rovers          | 9  | 9* | 9* | 10* | 8* | 6* | 6* | 5* | 3  | 3  | 3  | 4  | 3  | 2  | 1  | 1  | 1  | 1  | 1  | 1  | 1  | 1  | 1  | 1  | 1  | 1  | 1  | .  | .  | .  | .  | .  | .  | .  | .  | .  |
| St Patrick's Athletic FC | 6  | 8  | 6  | 4   | 4  | 2  | 1  | 2  | 2  | 2  | 2  | 3  | 1  | 4  | 5  | 4  | 5  | 4  | 4  | 5  | 6  | 6  | 6  | 6  | 7  | 6  | 6  | .  | .  | .  | .  | .  | .  | .  | .  | .  |
| Derry City FC            | 10 | 6  | 8  | 9   | 10 | 7  | 7  | 6  | 6  | 6  | 6  | 7  | 5  | 3  | 2  | 2  | 3  | 5  | 5  | 4  | 4  | 2  | 2  | 3  | 3  | 3  | 3  | .  | .  | .  | .  | .  | .  | .  | .  | .  |
| Galway FC                | 4  | 3  | 4  | 5   | 5  | 3  | 2  | 3  | 4  | 4  | 5  | 2  | 4  | 6  | 8  | 8  | 7  | 7  | 7  | 7  | 7  | 7  | 7  | 8  | 8  | 8  | 8  | .  | .  | .  | .  | .  | .  | .  | .  | .  |
| Sligo Rovers             | 8  | 10 | 10 | 8   | 9  | 10 | 10 | 10 | 10 | 9  | 10 | 10 | 10 | 10 | 10 | 10 | 10 | 10 | 9  | 9  | 9  | 9  | 9  | 9  | 9  | 9  | 9  | .  | .  | .  | .  | .  | .  | .  | .  | .  |
| Waterford FC             | 2  | 4  | 2  | 1   | 2  | 5  | 6  | 8  | 8  | 8  | 9  | 8  | 8  | 8  | 7  | 7  | 8  | 8  | 8  | 8  | 8  | 8  | 8  | 7  | 6  | 7  | 7  | .  | .  | .  | .  | .  | .  | .  | .  | .  |
| Bohemian FC              | 3  | 5  | 7  | 7   | 6  | 9  | 9  | 7  | 7  | 7  | 7  | 6  | 7  | 5  | 4  | 3  | 4  | 3  | 2  | 3  | 2  | 3  | 3  | 2  | 2  | 2  | 2  | .  | .  | .  | .  | .  | .  | .  | .  | .  |
| Drogheda United          | 6  | 2  | 3  | 2   | 1  | 1  | 3  | 1  | 1  | 1  | 1  | 1  | 2  | 1  | 3  | 5  | 2  | 2  | 3  | 2  | 3  | 4  | 4  | 4  | 4  | 4  | 4  | .  | .  | .  | .  | .  | .  | .  | .  | .  |
| Cork City FC             | 4  | 7* | 5* | 6*  | 7* | 8* | 8* | 9* | 9  | 10 | 8  | 9  | 9  | 9  | 9  | 9  | 9  | 9  | 10 | 10 | 10 | 10 | 10 | 10 | 10 | 10 | 10 | .  | .  | .  | .  | .  | .  | .  | .  | .  |

- L'astérisque signale un ou plusieurs matchs en retard

## First Division
Le 2 avril 2025 la Ligue d'Irlande annonce des sanctions contre trois clubs de First Division Wexford, Finn Harps et Kerry, ces trois clubs ayant fait jouer chacun un joueur non qualifié lors de la première journée du championnat. Ainsi Kerry et Finn Harps ont commis leur erreur lors du même match, dont le résultat a été « annulé » - ce qui signifie que le résultat est nul et qu'aucune des deux équipes ne recevra de points. Wexford de son côté est sanctionné pour avoir fait jouer Darragh Dunne contre UCD. UCD se voit attribué la victoire sur tapis-vert 3-0, le score initial est donc inversé.
Au premier quart de la compétition, soit après neuf journées, Dundalk domine de la tête et des épaules la compétition. Avec huit victoires en neuf rencontres et aucune défaite, les hommes de Ciarán Kilduff comptent déjà six points d'avance sur leur dauphin, Bray.
Il faut attendre la vingtième journée pour voir le Dundalk FC s'incliner pour la première fois de la saison. Le leader s'incline 1-0 sur le terrain de Finn Harps. Les Cobh Ramblers reviennent à un point.

### Classement de laFirst Division
| Rang | Équipe           | Pts | J  | G  | N  | P  | Bp | Bc | Diff |
| ---- | ---------------- | --- | -- | -- | -- | -- | -- | -- | ---- |
| 1    | Dundalk FC R     | 61  | 27 | 18 | 7  | 2  | 51 | 21 | +30  |
| 2    | Cobh Ramblers FC | 55  | 27 | 17 | 4  | 6  | 50 | 25 | +25  |
| 3    | Bray Wanderers   | 50  | 27 | 16 | 2  | 9  | 46 | 36 | +10  |
| 4    | UCD              | 41  | 27 | 12 | 6  | 9  | 29 | 25 | +4   |
| 5    | Treaty United FC | 35  | 26 | 9  | 8  | 9  | 41 | 29 | +12  |
| 6    | Wexford FC       | 30  | 27 | 8  | 6  | 13 | 30 | 37 | -7   |
| 7    | Finn Harps       | 28  | 27 | 6  | 10 | 11 | 30 | 36 | -6   |
| 8    | Kerry FC         | 25  | 27 | 7  | 4  | 15 | 28 | 42 | -14  |
| 9    | Longford Town    | 25  | 26 | 6  | 7  | 13 | 25 | 48 | -23  |
| 10   | Athlone Town     | 17  | 27 | 3  | 8  | 16 | 20 | 51 | -31  |

| Légende : Qualifications et relégations | Légende : Qualifications et relégations        |
| --------------------------------------- | ---------------------------------------------- |
|                                         | Monte en Première Division                     |
|                                         | Barrages pour l'accession en Première Division |
|                                         | R : Reléguée de Première Division              |

### Résultats de laFirst Division
| Résultats (▼dom., ►ext.)                                   | ATH | BRW | COB | DUN | FIN | KER | LON | TRE | UCD | WEX |
| Athlone Town                                               |     | 0-1 | 2-3 | 0-0 | 0-1 | 2-2 | 1-1 | 0-5 | 2-1 | 1-1 |
| Bray Wanderers                                             | 3-1 |     | 2-1 | 1-3 | 3-1 | 4-2 | 4-0 | 2-1 | 2-0 | 1-2 |
| Cobh Ramblers FC                                           | 2-0 | 2-1 |     | 1-2 | 3-1 | 0-0 | 5-0 | 2-1 | 1-0 | 1-3 |
| Dundalk FC                                                 | 1-0 | 2-2 | 1-0 |     | 1-1 | 2-0 | 2-1 | 2-2 | 1-1 | 3-0 |
| Finn Harps                                                 | 0-2 | 5-0 | 1-2 | 0-1 |     | 4-2 | 1-1 | 0-2 | 1-2 | 1-1 |
| Kerry FC                                                   | 3-0 | 0-1 | 0-2 | 0-1 | -   |     | 2-0 | 0-2 | 0-1 | 1-1 |
| Longford Town                                              | 1-1 | 0-1 | 1-1 | 0-3 | 0-0 | 3-2 |     | 2-0 | 0-1 | 2-1 |
| Treaty United FC                                           | 1-0 | 2-1 | 2-3 | 1-1 | 3-1 | 3-0 | 5-1 |     | 4-0 | 0-1 |
| UCD                                                        | 2-0 | 0-1 | 1-1 | 0-1 | 1-1 | 0-1 | 1-1 | 0-0 |     | 3-0 |
| Wexford FC                                                 | 0-1 | 2-0 | 1-1 | 2-3 | 2-2 | 1-2 | 3-1 | 2-0 | 0-1 |     |
| - Victoire à domicile - Match nul - Victoire à l'extérieur |     |     |     |     |     |     |     |     |     |     |

| Résultats (▼dom., ►ext.)                                   | ATH | BRW | COB | DUN | FIN | KER | LON | TRE | UCD | WEX |
| Athlone Town                                               |     | 0-4 | .   | .   | 0-0 | .   | .   | 2-2 | 1-2 | .   |
| Bray Wanderers                                             | .   |     | 0-2 | 2-0 | .   | .   | .   | 3-2 | 1-3 | 1-0 |
| Cobh Ramblers FC                                           | 2-1 | .   |     | .   | .   | 1-0 | 3-1 | .   | .   | 4-0 |
| Dundalk FC                                                 | 6-1 | .   | 1-0 |     | .   | .   | 4-1 | 1-1 | .   | 3-2 |
| Finn Harps                                                 | .   | 2-2 | 2-2 | 1-0 |     | .   | 0-0 | .   | .   | .   |
| Kerry FC                                                   | 4-0 | 2-1 | .   | 0-4 | 0-1 |     | .   | .   | 0-3 | .   |
| Longford Town                                              | 3-2 | 1-2 | .   | .   | .   | 3-1 |     | .   | 0-2 | .   |
| Treaty United FC                                           | .   | .   | 2-1 | .   | 0-1 | 1-1 | .   |     | .   | 0-0 |
| UCD                                                        | .   | .   | 0-3 | 0-1 | 2-0 | .   | .   | 1-1 |     | 1-0 |
| Wexford FC                                                 | 0-0 | .   | .   | .   | 2-1 | 4-3 | 0-1 | .   | .   |     |
| - Victoire à domicile - Match nul - Victoire à l'extérieur |     |     |     |     |     |     |     |     |     |     |

#### Évolution du classement de laFirst Division
| Club             | 1  | 2  | 3  | 4   | 5  | 6   | 7  | 8  | 9  | 10 | 11 | 12 | 13 | 14 | 15 | 16 | 17 | 18 | 19 | 20 | 21 | 22 | 23 | 24 | 25 | 26 | 27 | 28 | 29 | 30 | 31 | 32 | 33 | 34 | 35 | 36 |
| ---------------- | -- | -- | -- | --- | -- | --- | -- | -- | -- | -- | -- | -- | -- | -- | -- | -- | -- | -- | -- | -- | -- | -- | -- | -- | -- | -- | -- | -- | -- | -- | -- | -- | -- | -- | -- | -- |
| Dundalk FC       | 4  | 1  | 1  | 1   | 1  | 1   | 1  | 1  | 1  | 1  | 1  | 1  | 1  | 1  | 1  | 1  | 1  | 1  | 1  | 1  | 1  | 1  | 1  | 1  | 1  | .  | .  | .  | .  | .  | .  | .  | .  | .  | .  | .  |
| UCD              | 10 | 8* | 8* | 8*  | 9* | 10* | 10 | 5  | 5  | 7  | 7  | 6  | 6  | 6  | 6  | 6  | 6  | 6  | 6  | 5  | 5  | 5  | 5  | 4  | 4  | .  | .  | .  | .  | .  | .  | .  | .  | .  | .  | .  |
| Wexford FC       | 1  | 5* | 3* | 4*  | 3* | 3*  | 4* | 6* | 4  | 4  | 4  | 4  | 5  | 5  | 5  | 5  | 5  | 5  | 5  | 6  | 6  | 6  | 6  | 6  | 6  | .  | .  | .  | .  | .  | .  | .  | .  | .  | .  | .  |
| Athlone Town     | 7  | 10 | 9  | 7   | 5  | 6   | 9  | 9  | 10 | 9  | 9  | 8  | 10 | 10 | 10 | 10 | 10 | 10 | 10 | 10 | 10 | 10 | 10 | 10 | 10 | .  | .  | .  | .  | .  | .  | .  | .  | .  | .  | .  |
| Bray Wanderers   | 4  | 6* | 6* | 5*  | 6* | 7*  | 3  | 2  | 2  | 2  | 2  | 2  | 2  | 3  | 2  | 3  | 3  | 3  | 3  | 3  | 3  | 3  | 3  | 3  | 3  | .  | .  | .  | .  | .  | .  | .  | .  | .  | .  | .  |
| Finn Harps       | 9  | 9  | 10 | 9   | 10 | 8   | 6  | 7  | 7  | 7  | 5  | 7  | 7  | 7  | 7  | 7  | 8  | 8  | 9  | 9  | 7  | 7  | 8  | 8  | 8  | .  | .  | .  | .  | .  | .  | .  | .  | .  | .  | .  |
| Treaty United    | 6  | 4  | 2  | 3   | 4  | 4   | 5  | 4  | 6  | 5  | 6  | 5  | 4  | 4  | 4  | 4  | 4  | 4  | 4  | 4  | 4  | 4  | 4  | 5  | 5  | .  | .  | .  | .  | .  | .  | .  | .  | .  | .  | .  |
| Cobh Ramblers FC | 3  | 3  | 4  | 2   | 2  | 2   | 2  | 3  | 3  | 3  | 3  | 3  | 3  | 2  | 3  | 2  | 2  | 2  | 2  | 2  | 2  | 2  | 2  | 2  | 2  | .  | .  | .  | .  | .  | .  | .  | .  | .  | .  | .  |
| Longford Town    | 7  | 7* | 7* | 10* | 8* | 9*  | 8* | 8* | 8  | 8  | 8  | 9  | 8  | 9  | 9  | 9  | 9  | 9  | 8  | 8  | 9  | 8  | 7  | 7  | 7  | .  | .  | .  | .  | .  | .  | .  | .  | .  | .  | .  |
| Kerry FC         | 2  | 2  | 5  | 6   | 7  | 5   | 7  | 10 | 9  | 10 | 10 | 10 | 9  | 8  | 8  | 8  | 7  | 7  | 7  | 7  | 8  | 9  | 9  | 9  | 9  | .  | .  | .  | .  | .  | .  | .  | .  | .  | .  | .  |

- L'astérisque signale un ou plusieurs matchs en retard

## Statistiques

### Meilleurs buteurs
| Place              | Joueur        | Buts            | Club |
| ------------------ | ------------- | --------------- | ---- |
| Médaille d'or      | Padraig Amond | Waterford       | 12   |
| Médaille d'argent  | Moses Dyer    | Galway          | 10   |
| Médaille de bronze | Owen Elding   | Sligo Rovers    | 9    |
| 4                  | Liam Boyce    | Derry           | 8    |
| -                  | Rory Gaffney  | Shamrock Rovers | 8    |
| 6                  | Michael Duffy | Derry           | 7    |
| -                  | Graham Burke  | Shamrock Rovers | 7    |
| -                  | Warren Davis  | Drogheda        | 7    |
| 9                  | Mason Melia   | St Pat's        | 6    |
| 10                 | Aaron Greene  | Shamrock Rovers | 5    |

| Place              | Joueur           | Buts           | Club |
| ------------------ | ---------------- | -------------- | ---- |
| Médaille d'or      | Barry Coffey     | Cobh           | 17   |
| Médaille d'argent  | Mikie Walsh-Rowe | Wexford        | 14   |
| Médaille de bronze | Lee Devitt       | Cobh           | 13   |
| 4                  | Max Murphy       | Bray Wanderers | 8    |
| 5                  | Cian Murphy      | Cobh           | 7    |
| 5                  | Dean Ebbe        | Dundalk        | 7    |
| 7                  | Dara McGuinness  | Finn Harps     | 6    |
| 8                  | Dean Ebbe        | Dundalk        | 6    |
| 9                  | Gideon Tetteh    | Athlone        | 5    |
| 10                 | Daryl Horgan     | Dundalk        | 4    |

- Tous irlandais, sauf mention contraire.

## Bilan de la saison
| Championnat d'Irlande de football 2025  |   |
| Champion                                |   |
| Coupes et trophées                      |   |
| Vainqueur de la Coupe d'Irlande 2025    | . |
| Qualifications continentales            |   |
| Ligue des champions de l'UEFA 2026-2027 |   |
| Ligue Europa 2026-2027                  |   |
| Ligue Conférence 2026-2027              |   |
| Promotions et relégations               |   |
| Promus en Premier Division              |   |
| Relégués en First Division              |   |